# Нишка баня
Нишка баня е балнеологичен курортен град и център на градската община Нишка баня, която е част от голямата община Ниш.
През XXI век населението му е малко над 4000 жители. Нишка баня е нещо като вилна зона на град Ниш, подобно на Банкя към София. Има 5 геотермални извора с температура на минералната вода 36 – 38 °C, слабо минерализирани, слабо радиоактивни със среден дебит 56 литра в секунда.

## История
Първото споменаване в историческите документи на селището е в османския архив от 1498 г. В дефтер от тази година фигурира село Баня в Нишка нахия с 31 християнски къщи, 4 ергени и 1 вдовица.
Към 1878 г. по време на освобождението, с преминаването на южното Поморавие към Княжество Сърбия, в село Баня има 40 къщи с 259 жители.
През 1930 г., по времето на Кралство Югославия, Ниш и Нишка баня са свързани с трамвай. Вили в курортното градче имат представители на местния елит, в т.ч. и Драгиша Цветкович. Вила в Нишка баня притежавал и Александър I Караджорджевич.
По силата на тайно българо-германско споразумение от 1942 г. градът попада под български контрол.